# Сухоборский сельсовет (Курганская область)
Сухоборский сельсовет — упразднённые административно-территориальная единица и муниципальное образование со статусом сельского поселения в Щучанском районе Курганской области Российской Федерации.
Административный центр — село Сухоборское.
9 января 2022 года сельсовет был упразднён в связи с преобразованием муниципального района в муниципальный округ.

## История
Описание Сухоборской волости 1850 года: 204 двора, 673 мужчины, 617 женщин, итого 1290 душ по 5 душ на 1 двор. Свято-Троицкая каменная церковь. Деревни Даньково, Мартыновское, Федоровка, Некрасовка, Ивановка, Яковлевка. Мельница водяная.
В соответствии с Законом Курганской области от 6 июля 2004 года № 419 сельсовет наделён статусом сельского поселения, первоначально включал 4 населённых пункта (село Сухоборское и деревни Арасланова, Даньково, Лесная Поляна).
Законом Курганской области от 31 октября 2018 года N 127, Тунгуйский сельсовет был упразднён, а его территория с 17 ноября 2018 года включена в состав Сухоборского сельсовета.

## Население
| 1989 | 2002  | 2004  | 2010  | 2012  | 2013 | 2014 | 2015 | 2016 |
| ---- | ----- | ----- | ----- | ----- | ---- | ---- | ---- | ---- |
| 1590 | ↘1335 | ↘1321 | ↘1066 | ↘1012 | ↘979 | ↗988 | ↘973 | ↘945 |
| 2017 | 2018  | 2019  | 2020  |       |      |      |      |      |
| ↘897 | ↘890  | ↗893  | ↗977  |       |      |      |      |      |

## Состав сельсовета
| № | Населённый пункт | Тип населённого пункта       | Население |
| - | ---------------- | ---------------------------- | --------- |
| 1 | Арасланова       | деревня                      | ↘136      |
| 2 | Даньково         | деревня                      | ↘207      |
| 3 | Лесная Поляна    | деревня                      | ↘58       |
| 4 | Сухоборское      | село, административный центр | ↘665      |
| 5 | Тунгуй           | село                         | ↗109      |